# Sasha Strunin
Aleksandra Igoriewna Strunina alias Sasha Strunin et Alexandra Strunin, née le 27 octobre 1989 à Leningrad en Russie, est une chanteuse polonaise d’origine russe.

## Albums
- 2006 : Just Call Me
- 2009 : Sasha
- 2013 : Stranger (EP)
- 2016 : Woman in Black

## Singles
- 2006 : How Many People
- 2006 : Just Call Me
- 2007 : Time to Party
- 2008 : The Beat of Your Heart
- 2009 : To nic kiedy płyną łzy
- 2009 : Zaczaruj mnie ostatni raz
- 2011 : Game Over
- 2013 : Stranger
- 2016 : Woman in Black

## Filmographie
- 2010 : Pierwsza miłość
- 2010 : TV Superstars
- 2010 : Koniec świata